# محمدعلی اردبیلی

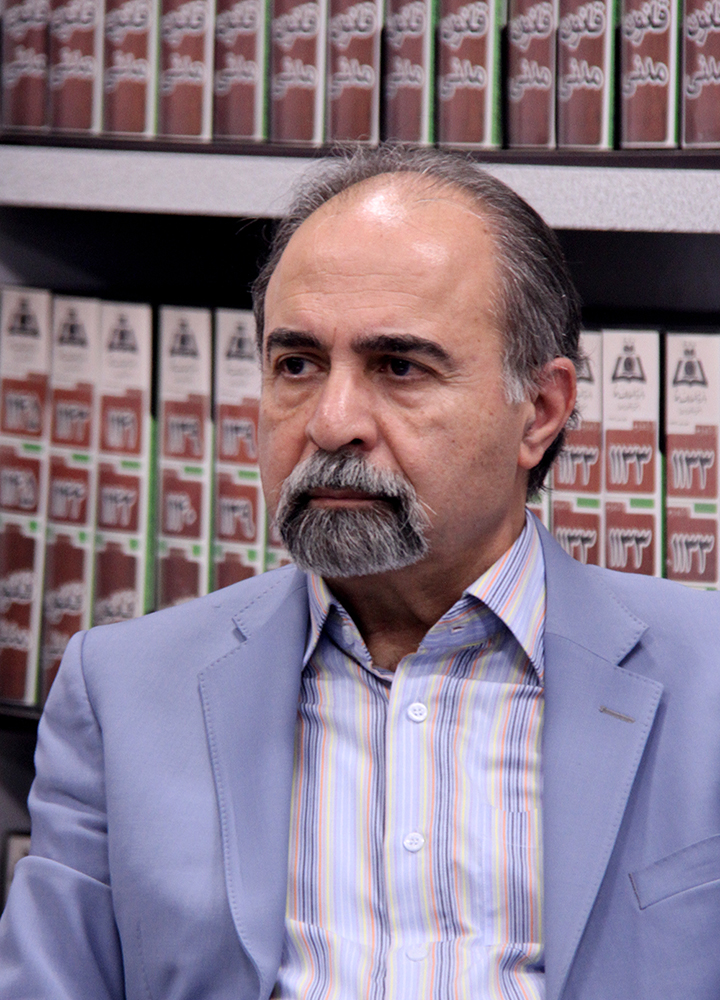
محمد علی اردبیلی در پژوهشکده حقوق و قانون ایران

محمد علی اردبیلی (متولد ۱۳۲۶ در تهران) حقوقدان و عضو هیئت علمی دانشکده حقوق دانشگاه شهید بهشتی است.

## تحصیلات
ابتدایی را مدرسه نوبنیاد نظامی و دوره متوسطه را در مدرسه رازی با رتبه ممتاز به پایان رساند سپس در سال ۱۳۴۶به دانشکده حقوق بروکسل (بلژیک) به تحصیل پرداخت و همزمان به مطالعه در رشته فلسفه مشغول شد دوره کارشناسی با دفاع از پایان‌نامه خود با عنوان مبانی حق مجازات در رشته حقوق جزا به پایان رساند
کارشناسی ارشد علوم جزا و جرم‌شناسی را از دانشگاه لیل فرانسه دریافت کرد. درسال ۱۳۵۷ دکترای حقوق و جزا و جرم‌شناسی با دفاع از پایان‌نامه به عنوان بزهکاری اطفال و نوجوان در ایران با درجه ممتاز دریافت کرد
و از سال۱۳۶۳ به عضویت هیئت علمی دانشکده حقوق شهید بهشتی درآمد و بعد از گذشت ۷سال با مرتبه دانشیاری مشغول به تدریس حقوق جزا عمومی، جرم‌شناسی، بزهکاری اطفال و نوجوان و جامعه‌شناسی جنایی شد.

## آثار تألیفی و تحقیقی دکتر اردبیلی
کتاب حقوق جزای عمومی اردبیلی از کتب مورد استفاده در تدریس و به عنوان کتاب مرجع در دوره کارشناسی و کارشناسی ارشد در دروس حقوق جزا می‌باشد
1. حقوق جزای عمومی ۱و۲و۳ نشر میزان
2. ترجمه کتاب جرایم و مجازات‌ها اثر بکاریا
3. معاضدت قضایی و استرداد مجرمین
4. حمل و تحویل تحت نظارت نشر[۱]
5. حقوق بین‌الملل کیفری (گزیده مقالات یک)، نشر میزان
6. حقوق بین‌الملل کیفری (گزیده مقالات دو) نشر میزان[۲]